# Capnopsis schilleri
Capnopsis schilleri is een steenvlieg uit de familie Capniidae. De wetenschappelijke naam van de soort is voor het eerst geldig gepubliceerd in 1892 door Rostock.